# 永野叢人
永野 叢人（ながの むらと、1894年（明治27年）3月8日 - 1980年（昭和55年）2月9日）は、大日本帝国陸軍軍人。最終階級は陸軍中将。功四級

## 経歴
1894年（明治27年）に東京府で生まれた。陸軍士官学校第27期、陸軍大学校第37期卒業。1934年（昭和9年）に陸軍砲工学校教官に就任した。1938年（昭和13年）3月1日に陸軍砲兵大佐に進級。3月27日に独立混成第2旅団参謀長に就任し、日中戦争に出動。同年12月10日に山砲兵第27連隊長を経て、1940年（昭和15年）3月9日に留守第12師団参謀長を経て、8月10日に第56師団参謀長に転じ、8月25日に陸軍少将に進級。
1941年（昭和16年）に留守第56師団参謀長に転じ、1942年（昭和17年）4月1日に第57砲兵団長、10月13日に第1砲兵司令部附、12月1日に陸軍兵器学校長を歴任。1945年（昭和20年）1月に下関要塞司令官に転じ、4月に陸軍中将に進級。陸軍最後の下関要塞司令官となった。